# Larino
Larino (Latin: Larinum, tếng địa phương Campobassan: Larìn) là một thị trấn và comune có dân số xấp xỉ 7.000 người ở vùng Molise, tỉnh Campobasso.